# Yahl
Yahl – miasto w Australii, w stanie Australia Południowa.